# Горни-Врх
Горни-Врх (Horný vrch) — гірський масив в Словаччині; геоморфологічна підодиниця масиву Словацький Карст. Найвища точка — гора Дворнік (932 м.) Середні висоти — 210 метрів.. Місце розташування — Кошицький край.